# Pseudorectes
Pseudorectes is een geslacht van zangvogels uit de familie dikkoppen en fluiters (Pachycephalidae).

## Soorten
De volgende soorten zijn bij het geslacht ingedeeld:
- Pseudorectes ferrugineus – Roestpitohui
- Pseudorectes incertus – Vlekborstpitohui

De naam pitohui is misleidend. Uit fylogenetisch onderzoek gepubliceerd in 2008 bleek dat de roest- en vlekborstpitohui geen verwantschap hebben met soorten uit het geslacht Pitohui, maar behoren tot de familie van de Dikkoppen en fluiters.